# Walther von Miquel
Walther Philipp Franz von (seit 1897) Miquel (* 28. April 1869 in Osnabrück; † 26. November 1945 in Schwanenbeck) war ein deutscher Verwaltungsjurist und Regierungspräsident in Preußen.

## Leben
Walther von Miquel wurde als Sohn des damaligen Bürgermeisters von Osnabrück und späteren preußischen Finanzministers Johannes Miquel (geadelt 1897) geboren. Nach dem Schulbesuch studierte er Rechtswissenschaft an der Georg-August-Universität Göttingen, wo er 1889 Mitglied im Corps Hannovera wurde. Als Verwaltungsjurist wurde er 1900 Landrat im Landkreis Westhavelland in Rathenow und ab 1909 Landrat im Landkreis Saarbrücken. 1916 wurde er zum Polizeipräsidenten von Breslau und 1917 zum Regierungspräsidenten des Regierungsbezirks Oppeln in Oppeln ernannt. Bereits während des Ersten Weltkrieges kam es in Oppeln im Juli 1918 zu ersten Unruhen in der Bevölkerung und zu Streiks in den Gruben. Walther von Miquel erließ allein im Zusammenhang mit dem Streik fast 2000 Strafbefehle gegen streikende Bergleute der Giesche-Grube. 1921 schied er aus dem Staatsdienst aus. Er war stellvertretender Vorsitzender des Landlieferungsverbands Niederschlesien und Präsident des Reichsgrundbesitzerverbandes. Den späteren Ruhestand verlebte er auf dem angeheirateten Gut Kollm in der Nähe von Sproitz in der Oberlausitz, wo er 1945 von der sowjetischen Besatzungsmacht verschleppt wurde und in der Haft verstarb.

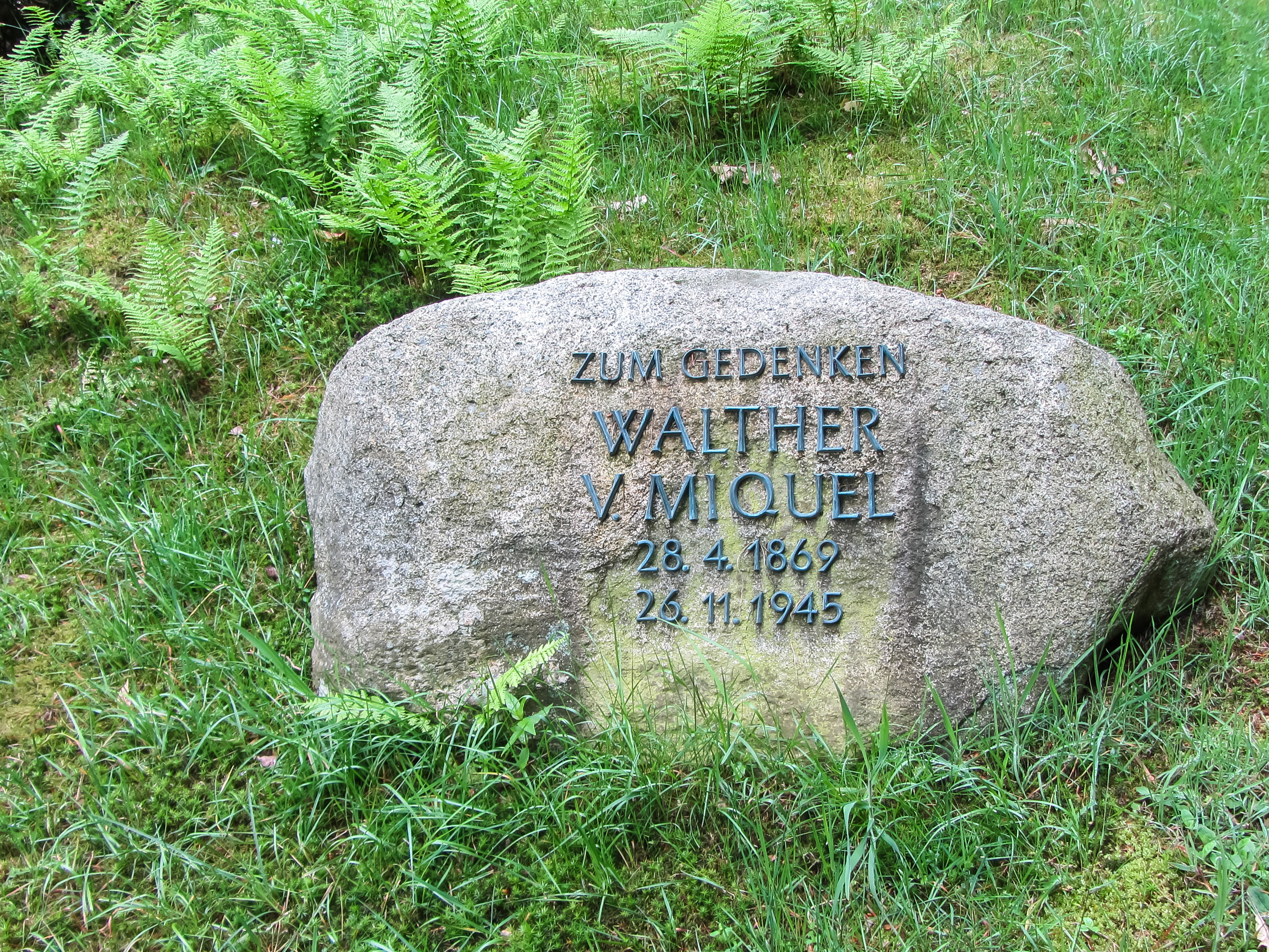
Gedenkstein auf dem Familienfriedhof in Kollm

Verheiratet war Walther von Miquel seit dem 9. Oktober 1917 mit Alice verw. Freifrau von Rüxleben, geb. Gräfin von Reichenbach. Mit ihr hatte er zwei Töchter.